# E-Team
E-Team é um filme-documentário estadunidense de 2014 dirigido e escrito por Katy Chevigny e Ross Kauffman, que segue um grupo de repórteres que investigam os direitos humanos. Estreou no Festival Sundance de Cinema em 18 de janeiro de 2014 e, em seguida, distribuído mundialmente pela Netflix.